# Symplocos leonis
Symplocos leonis är en tvåhjärtbladig växtart som beskrevs av Nathaniel Lord Britton och Wilson. Symplocos leonis ingår i släktet Symplocos och familjen Symplocaceae. Inga underarter finns listade i Catalogue of Life.